# Anna I av Quedlinburg
Anna I av Quedlinburg, född Anna von Plauen, död 14 januari 1458 i Quedlinburg, var en regerande furstlig abbedissa av den självständiga klosterstaten Quedlinburgs stift mellan 1435 och 1458, och som sådan monark med säte i Tysk-romerska rikets riksdag.
Anna var dotter till Henrik IX von Plauen och Anna von Riesenburg. 
Anna var kanik i Quedlinburg. År 1435, efter att Adelheid hade dragit sig tillbaka, utsågs hon till den nya abbedissan. Det förekom förmodligen inget val, som påven Eugene IV:s bekräftelse antydde. Staden Quedlinburg gav henne den vanliga hyllningen först efter ungefär ett år.
Anna inrättade en byggnadsmyndighet som kunde utföra tillbyggnader i klostret. Hon överlät på kurfurst Fredrik I av Brandenburg Lindau och Möckern, och gav kurfurst Fredrik av Sachsen Havelbruch nära Brandenburg, delar av Spree och staden Gera. Det förekom ofta tvister med staden Quedlinburg om inkomster från kvarnar och andra klosterfastigheter, mynt, tillsättande av rektorstjänster med mera. Staden strävade efter mer självständighet och självständighet från klostret, vilket ledde till eskalering under hennes efterträdare.
Anna dog den 14 januari 1458 och begravdes i St. Servatius Collegiate Church, hennes gravsten finns i huvudkryptan. 